# Campeonato Europeu de Ciclocross de 2023
O XXI Campeonato Europeu de Ciclocross celebrar-se-á em Pontchâteau (França) a 4 e a 5 de novembro de 2023 sob a organização da União Europeia de Ciclismo (UEC) e a Federação Francesa de Ciclismo.